# Kacper Zalewski
Kacper Zalewski (ur. 6 stycznia 1935 w Warszawie) – polski fizyk teoretyk, członek rzeczywisty Polskiej Akademii Nauk.

## Życiorys
W 1956 ukończył studia na Wydziale Matematyki, Fizyki i Chemii Uniwersytetu Jagiellońskiego, w latach 1956-1968 pracował w Instytucie Chemii Fizycznej PAN, w 1960 obronił pracę doktorską, habilitował się w 1964, w latach 1968-1969 pracował w Instytucie Badań Jądrowych w Świerku, w latach 1970-1992 w Instytucie Fizyki Jądrowej PAN, w 1972 otrzymał tytuł profesora nadzwyczajnego, w 1977 profesora zwyczajnego. Od 1992 pracował na Uniwersytecie Jagiellońskim. W swoich pracach zajmował się chemią kwantową, fizyką statystyczną i fizyką wysokich energii. Autor publikacji "Wykłady z nierelatywistycznej mechaniki kwantowej".
Od 1983 jest członkiem korespondentem, od 1991 członkiem rzeczywistym Polskiej Akademii Nauk, od 1989 członkiem czynnym Polskiej Akademii Umiejętności, od 1996 członkiem korespondentem Towarzystwa Naukowego Warszawskiego. Był redaktorem naczelnym pisma „Acta Physica Polonica B”, członkiem Komitetu Badań Naukowych (1997–2004) oraz Centralnej Komisji Kwalifikacyjnej ds. Kadr Naukowych przy Prezesie Rady Ministrów (1984-1986) i Centralnej Komisji do Spraw Tytułu Naukowego i Stopni Naukowych (następnie Centralnej Komisji ds. Stopni i Tytułów) (1994–2005).
Jego żoną jest Agnieszka Zalewska.
Był odznaczony Złotym Krzyżem Zasługi (1979), Krzyżem Oficerskim Orderu Odrodzenia Polski (2002 - M.P. z 2002, nr 50, poz. 722), Medalem Komisji Edukacji Narodowej (2000), w 1998 otrzymał Medal Mariana Smoluchowskiego.